# Stephen Barr
Stephen Matthew Barr  (nascido em 28 de novembro de 1953) é um físico americano que é professor emérito de física na Universidade de Delaware.  Membro do Bartol Research Institute, Barr faz pesquisas em física de partículas teóricas e cosmologia. Em 2011, ele foi eleito Fellow da American Physical Society, com a citação "por contribuições originais para as grandes teorias unificadas, violação de CP e bariogênese". 

## Carreira
Seu trabalho notável inclui a co-descoberta do muito estudado esquema de unificação SU(5), identificando o diagrama de Barr-Zee como uma importante fonte de momento de dipolo elétrico para partículas básicas, como o elétron e o nêutron em muitas teorias, e propondo o assim -chamado mecanismo de Nelson-Barr como uma solução para o problema de CP forte. Ele é o autor do artigo sobre "Grand Unified Theories" para a Encyclopedia of Physics.
Barr recebeu seu PhD em física de partículas teóricas da Universidade de Princeton em 1978. Princeton concedeu-lhe o Charlotte Elizabeth Proctor Fellowship "para pesquisa distinta." Ele passou a fazer pesquisas na Universidade da Pensilvânia como pós-doutorado (1978–80), na Universidade de Washington como professor assistente de pesquisa (1980–85) e no Brookhaven National Laboratory como cientista associado (1985–87 ), antes de ingressar no corpo docente da Universidade de Delaware em 1987. Ele foi eleito diretor do Bartol Research Institute da Universidade de Delaware em 2011.
Barr, um católico praticante,  escreve e dá palestras frequentemente sobre a relação entre ciência e religião. Desde 2000, ele atua no conselho consultivo editorial (agora o conselho consultivo) da revista intelectual religiosa ecumênica First Things, na qual muitos de seus artigos e resenhas de livros aparecem desde 1995.  Seus textos também foram publicados em Commonweal, National Review, Modern Age, The Public Interest, America, The Wall Street Journal e outras publicações. Em 2002 proferiu a Conferência Erasmus, patrocinada pelo Instituto de Religião e Vida Pública. Em 2007 foi agraciado com a Medalha Benemerenti pelo Papa Bento XVI. Em 2010 foi eleito membro da Academia de Teologia Católica. Ele também é presidente da Society of Catholic Scientists. 

## Vida pessoal
Ele é casado com Kathleen Whitney Barr. Eles têm cinco filhos.
Barr é o irmão mais novo de William Barr, o 77º e 85º procurador-geral dos Estados Unidos, e filho de Donald Barr, um educador que atuou como diretor da Dalton School e da Hackley School. Ele se formou no Columbia College em 1974.

## Publicações
- Stephen M. Barr, (2006) Modern Physics and Ancient Faith. University of Notre Dame Press. ISBN 0268021988.[8][9][10]
- Stephen M. Barr, (2006) A Student's Guide to Natural Science. ISI Press. ISBN 1932236929ISBN 1932236929
- Stephen M. Barr, (2011) Science and Religion: The Myth of Conflict (Explanations). Catholic Truth Society.  ISBN 1860827276ISBN 1860827276
- Stephen M. Barr, (2016) The Believing Scientist: Essays on Science and Religion.  Description & arrow/scrollable preview. Eerdmans. ISBN 0802873707ISBN 0802873707